# Penguin 60s Classics
La Penguin 60s Classics è una collana editoriale di 180 tascabili pubblicata per celebrare il 60º anniversario dalla Penguin Books nel 1995. Il formato è di 105 x 135 mm.
Comprende tre serie: una di classici (di colore nero), una di scrittori contemporanei (di colore arancio) e una per bambini.

## Titoli della collana

### Serie arancione (60)
1. Martin Amis, God's Dice
2. Hans Christian Andersen, The Emperor's New Clothes
3. Marco Aurelio, Meditations
4. James Baldwin, Sonny's Blues
5. Ambrose Bierce, An Occurrence at Owl Creek Bridge
6. Dirk Bogarde, estratto da Le Pigeonnier
7. William Boyd, Killing Lizards
8. Poppy Z. Brite, His Mouth Will Taste of Wormwood
9. Italo Calvino, Ten Italian Folktales
10. Albert Camus, Summer
11. Truman Capote, First and Last
12. Raymond Chandler, Goldfish
13. Anton Čechov, The Black Monk
14. Roald Dahl, Lamb to the Slaughter
15. Elizabeth David, I'll be with you in the Squeezing of a Lemon
16. The Seven Voyages of Sinbad the Sailor (dalle Mille e una notte)
17. Karen Blixen, The Dreaming Child
18. Arthur Conan Doyle, The Man with the Twisted Lip
19. Dick Francis, Racing Classics
20. Sigmund Freud, Five Lectures on Psycho-Analysis
21. Kahlil Gibran, Prophet, Madman, Wanderer
22. Stephen Jay Gould, Adam's Navel
23. Alasdair Gray, Five Letters from an Eastern Empire
24. Graham Greene, Under the Garden
25. James Herriot, Seven Yorkshire Tales
26. Patricia Highsmith, Little Tales of Misogyny
27. Montague Rhodes James e Robert Louis Stevenson, The Haunted Dolls House
28. Rudyard Kipling, Baa Baa Black Sheep
29. Penelope Lively, A Long Night at Abu Simbel
30. Katherine Mansfield, The Escape
31. Gabriel García Márquez, Bon Voyage, Mr President
32. Patrick McGrath, The Angel
33. Herman Melville, Bartleby
34. Spike Milligan, Gunner Milligan, 954024
35. Michel de Montaigne, Four Essays
36. Jan Morris, estratto da The Four Corners
37. John Mortimer, Rumpole and the Younger Generation
38. R. K. Narayan, Tales from Malgudi
39. Anaïs Nin, A Model
40. Frank O'Connor, The Genius
41. George Orwell, Pages from a Scullion's Diary
42. Camille Paglia, Sex and Violence, or Nature and Art
43. Sara Paretsky, A Taste of Life
44. Edgar Allan Poe, The Pit and the Pendulum
45. Miss Read, Village Christmas
46. Jean Rhys, Let Them Call It Jazz
47. Damon Runyon, The Snatching of Bookie Bob
48. Saki, The Secret Sin of Septimus Brope
49. Will Self, Scale
50. Georges Simenon, Death of a Nobody
51. Muriel Spark, The Portobello Road
52. Robert Louis Stevenson, The Pavilion on the Links
53. Paul Theroux, Down the Yangtze
54. William Trevor, Matilda's England
55. Mark Tully, Ram Chander's Story
56. John Updike, Friends from Philadelphia
57. Eudora Welty, Why I Live at the P.O.
58. Edith Wharton, Madame de Treymes
59. Oscar Wilde, The Happy Prince
60. Virginia Woolf, Killing the Angel in the House

#### Biografica (10)
1. Richard Ellmann, The Trial of Oscar Wilde
2. Laurie Lee, The War in Spain
3. Dirk Bogarde, Coming of Age
4. Anthony Burgess, Childhood
5. Vladimir Nabokov, Now Remember
6. Marianne Faithfull, Year One
7. Barry Humphries, Less is More Please
8. Lytton Strachey, Florence Nightingale
9. Katharine Hepburn, Little Me
10. Blake Morrison, Camp Cuba

#### Cucina (10)
1. Keith Floyd, Hot and Spicy Floyd
2. Rick Stein, Fresh from the Sea
3. Margaret Visser, More than Meets the Eye
4. Elizabeth David, Peperonata and other Italian Dishes
5. Nigel Slater, 30-Minute Suppers
6. Helge Rubinstein, Chocolate Parfait
7. Jane Grigson, Puddings
8. Sophie Grigson, From Sophie's Table
9. Claudia Roden, Ful Medames and other Vegetarian Dishes
10. Lindsey Bareham, The LIttle Book of Big Soups

#### Libri di viaggio (10)
1. Jan Morris, Scenes from Havian Life
2. Gavin Young, Something of Samoa
3. Colin Thubron, Smarkand
4. Paul Theroux, Slow Trains to Simla
5. Mark Shand, Elephant Tales
6. Redmond O'Hanlon, A River in Borneo
7. Alexander Frater, Where the Dawn Comes up the Thunder
8. Patrick Leigh Fermor, Loose as the Wind
9. Karen Blixen, From the Ngong Hills
10. Mark Tully, Beyond Purdah

### Serie nera (60)
1. Jane Austen, The History of England
2. Apollonio di Rodi, Jason and the Argonauts
3. Aristofane, Lysistrata
4. Honoré de Balzac, The Atheist's Mass
5. Giovanni Boccaccio, Ten Tales from the Decameron
6. Beowulf and Grendel
7. Buddha, Teachings
8. James Boswell, Meeting Dr Johnson
9. Matsuo Bashō, Haiku
10. Thomas Carlyle, On Great Men
11. Charlotte Perkins Gilman, The Yellow Wallpaper
12. Charlotte Brontë, Mina Laury
13. Cao Xueqin, Dream of the Red Chamber
14. Miguel de Cervantes, The Jealous Extremaduran
15. Baldassare Castiglione, Etiquette for Renaissance Gentlemen
16. Joseph Conrad, The Secret Sharer
17. Charles Darwin, The Galapagos Islands
18. Fëdor Dostoevskij, The Gentle Spirit
19. Bernal Díaz del Castillo, The Betrayal of Montezuma
20. Frederick Douglass, The Education of Frederick Douglas
21. Dante, The First Three Circles of Hell
22. Thomas de Quincey, The pleasures and pains of opium
23. Daniel Defoe, A Visitation of the Plague
24. Benjamin Franklin, The Means and Manner of Obtaining Virtue
25. Gustave Flaubert, A simple heart
26. Edward Gibbon, Reflections of the Fall of Rome
27. Gilgamesh and enkidu
28. Goethe, Letters from Italy
29. George Eliot, The Lifted Veil
30. Henry David Thoreau, Civil Disobedience
31. Henry James, The Lessons of the Master
32. Omero, The Rage of Achilles
33. Omero, The Voyages of Odysseus
34. Franz Kafka, The Judgement and In the Penal Colony
35. Krishna, Dialogue on the Soul
36. Kate Chopin, The Kiss
37. Heinrich von Kleist, The Marquise of O
38. Tito Livio, Hannibal's Crossing of the Alps
39. Nicolò Machiavelli, The art of war
40. Thomas Malory, The Death of King Arthur
41. Guy de Maupassant, Boule de suif
42. Friedrich Nietzsche, Zarathustra's Discourses
43. Ovidio, Orpheus in the Underworld
44. Edgar Allan Poe, The Murders in the Rue Morgue
45. Platone, Phaedrus
46. Arthur Rimbaud, A Season in Hell
47. Jean-Jacques Rousseau, Meditations of a Solitary Walker
48. Sant'Agostino, Confessions of a Sinner
49. Robert Louis Stevenson, Dr. Jekyll and Mr. Hyde
50. Thomas à Kempis, Counsels on the Spiritual Life
51. Two Viking Romances
52. Lev Tolstoj, The Death of Ivan Ilyich
53. Tales of Cú Chulainn
54. Ivan Turgenev, Three Sketches from a Hunter Diary
55. Mark Twain, The Man That Corrupted Hadleyburg
56. Tacito, Nero and the Burning of Rome
57. Giorgio Vasari, Lives of Three Renaissance Artists
58. Edith Wharton, Souls Belated
59. Oscar Wilde, The Portrait of Mr W.
60. Walt Whitman, Song of Myself

### Raccolta per bambini (30)
1. Roger Lancelyn Green, Robin Hood and his Merry Men
2. King Arthurs Court
3. Four Great Greek Myths
4. Classic Nonsense Verse
5. Alf Prøysen, Mrs Pepperpot Turns Detective
6. Philip Ridley, The Hooligan's Shampoo
7. N. J. Dawood, Ali Baba & the Forty Thieves
8. Paul Jennings, Three Quirky Tails
9. Mark Twain, Tom Sawyer's Pirate Adventure
10. Allan Ahlberg, The Night Train
11. Joan Aiken, Dead Man's Lane
12. Astrid Lindgren, The Amazing Pippi Longstocking
13. Tove Jansson, Moomintrolls and Friends
14. Lewis Carroll, Tales from Alice in Wonderland
15. Margaret Mahy, The Midnight Story
16. Philippa Pearce, At the River Gates
17. Dick King-Smith, The Clockwork Mouse
18. Arthur Conan Doyle, Sherlock Holmes and the Speckled Band
19. Anne Fine, Keep it in the Family
20. Michael Rosen, Smacking my lips
21. Brothers Grimm, Tom Thumb
22. Jon Scieszka, The Great Time Warp Adventure
23. Roald Dahl, The Great Mouse Plot
24. The Pied Piper of Hamelin
25. Classic Ghost Stories
26. L. M. Montgomery, Anne at Green Gables
27. Hans Christian Andersen, The Little Mermaid
28. Terry Jones, The Dragon on the Roof
29. Rudyard Kipling, Tales from The Jungle Book
30. Penelope Lively, Lost Dog